# グルカ旅団

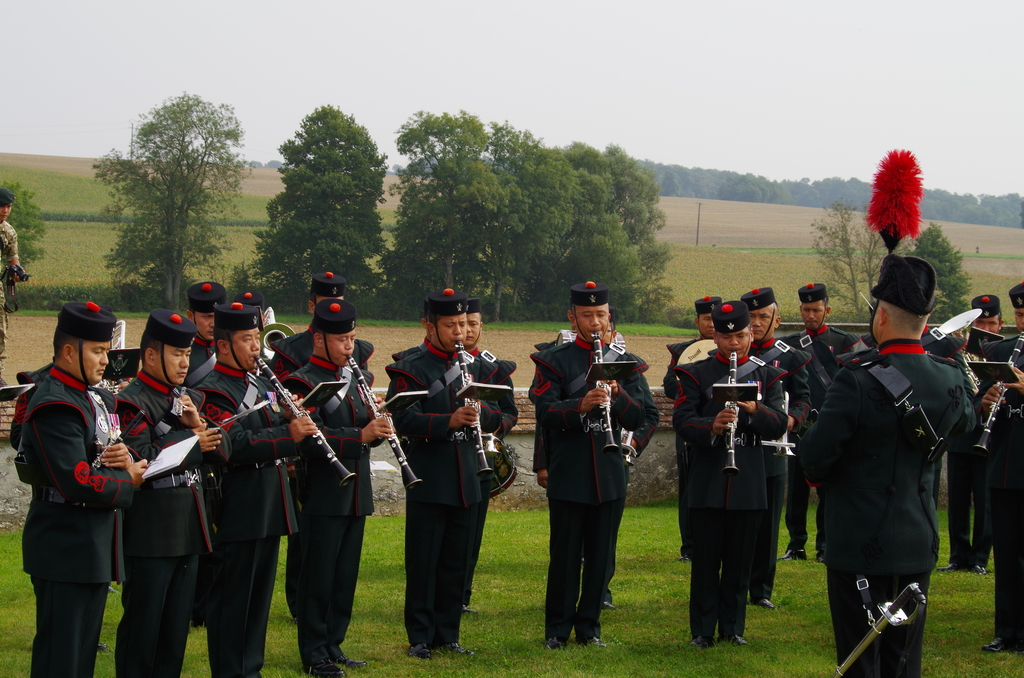
フランスにて演奏を行うグルカ兵楽団(2014年)

グルカ旅団(Brigade of Gurkhas)は、グルカ兵によって構成されたイギリス陸軍の歩兵旅団である。

## 歴史

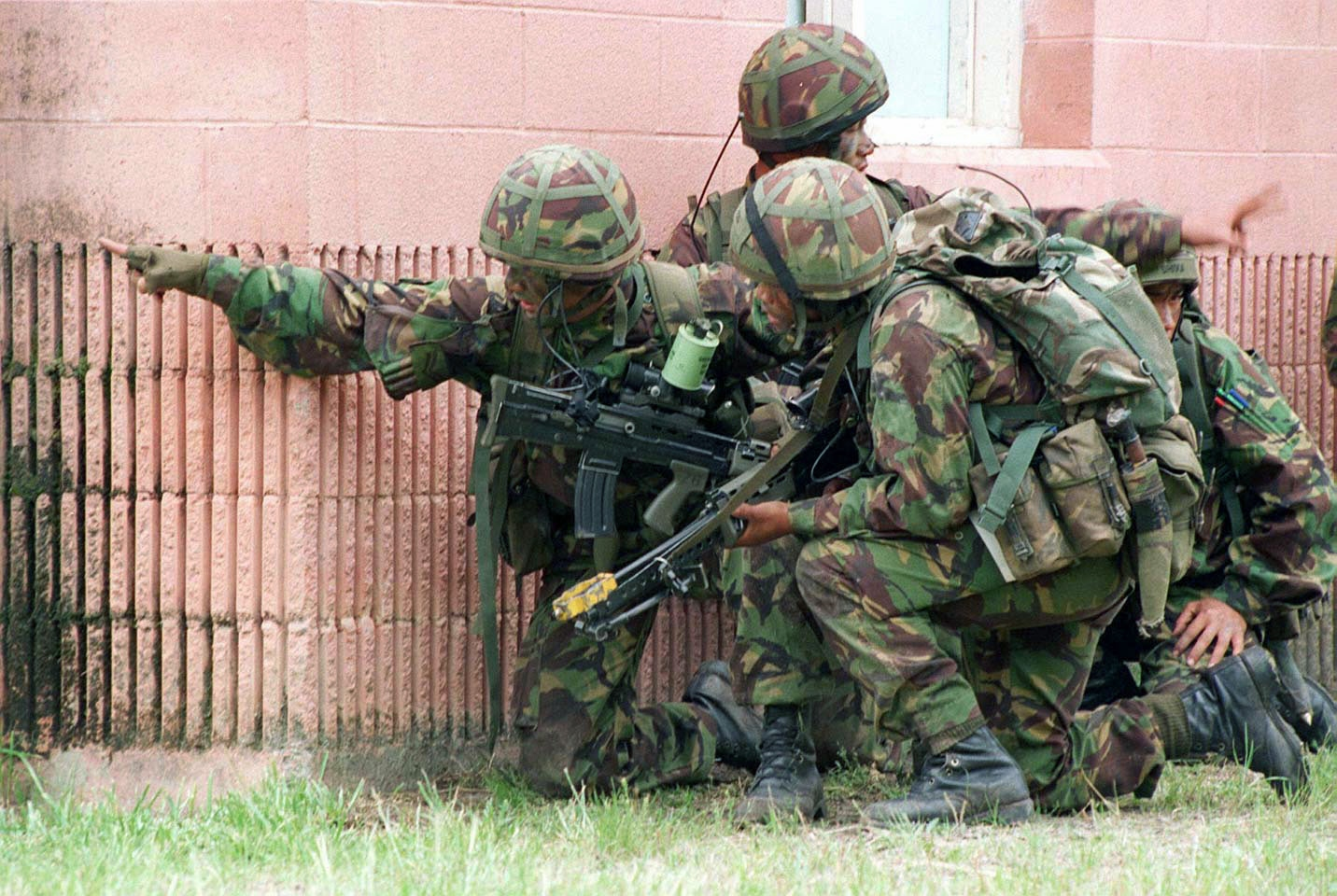
市街戦の訓練を受けているグルカ兵。分隊支援火器を持つ兵士の腰にククリが写っている

### 誕生
東インド会社がグルカ兵の精強さに目をつけ、彼らをイギリス軍側に雇い入れて以降、イギリスについたグルカ兵達は、英印軍の第2グルカ・ライフル連隊(2nd Gurkha Rifles)などに組み込まれた。インド独立後、これらのグルカ兵部隊(4個連隊)はイギリス軍の一部となり、マラヤ騒乱でのジャングル戦に参加し、1962年のブルネイ反乱、1982年のフォークランド紛争など数々の戦線に参加した。
戦闘に参加するだけでなく、イギリス領時代の香港に1997年まで駐留し、中華人民共和国への香港返還まで中華人民共和国からの侵略に備えて国境警備を任務としていた他、新兵の訓練所も香港に存在していた。それ以外にも、シンガポールやブルネイなどにも駐留していた。

### 現在
1994年以降、4個連隊が王立グルカ・ライフル連隊1つになるなどグルカ旅団は縮小されていったが、その後もコソボ紛争、東ティモールにおける国際連合平和維持活動、シエラレオネ内戦、イラク戦争、アフガニスタン紛争にも参加した。
2015年、グルカ旅団は創設200周年を記念し、バッキンガム宮殿にて式典が執り行われた。

## 編成
- グルカ旅団司令部(HQ, Brigade of Gurkhas)  - サンドハースト王立陸軍士官学校 所在
- グルカ・ネパール人材勧誘局(British Gurkhas Nepal)
- 王立グルカ・ライフル連隊(The Royal Gurkha Rifles)
- クイーンズ・グルカ・エンジニアズ(The Queen's Gurkha Engineers)
- クイーンズ・グルカ・シグナルズ(Queen's Gurkha Signals)
- 第10クイーンズ・オウン兵站連隊(10 Queen's Own Gurkha Logistic Regiment RLC)[6]
- グルカ人事支援大隊
- グルカ兵楽団
- 3個グルカ中隊
- グルカ訓練部隊
- グルカ言語小隊

### 廃止された部隊
- 第2"キング・エドワード7世"グルカ・ライフル連隊 (2nd King Edward VII's Own Gurkha Rifles)
- 第6"クイーン・エリザベス"グルカ・ライフル連隊 (6th Queen Elizabeth's Own Gurkha Rifles)
- 第7"デューク・エディンバラ"グルカ・ライフル連隊 (7th Duke of Edinburgh's Own Gurkha Rifles)
- 第10"プリンセス・マリー"グルカ・ライフル連隊(10th Princess Mary's Own Gurkha Rifles)

## 参考資料
- ETV特集 20世紀最強の軍隊 グルカ - グルカ兵のドキュメンタリー。